# Hình học afin
Hình học afin là môn hình học không có bao hàm các khái niệm về gốc tọa độ, chiều dài hay góc, mà thay vào đó là các khái niệm về phép trừ của các điểm để cho ra một vectơ.
Nó thuộc dạng nằm giữa của hình học Euclide và hình học xạ ảnh (hình học chiếu). Nó còn gọi là hình học của không gian afin, của một chiều cho sẵn n trên trường K. Trường hợp K là số thực, ta sẽ cụ thể hơn.

### Nền móng
Hình học afin có thể xem là hình học của vectơ  không chứa các khái niệm chiều dài hay góc. Không gian afin có thể xem là không gian vectơ ở tại cùng chiều khi mà bỏ qua gốc tọa độ 0. Đó là cách nghĩ của các tài liệu cũ khi đề cập đến lý thuyết vectơ tự do. Quan điểm hiện nay và trừu tượng hơn, đề cập ở cuối trang, là sự rút gọn của hình học afin về đại số tuyến tính.

### Ứng dụng và các mối quan hệ
Khái niệm hình học afin có nhiều ứng dụng, ví dụ trong hình học vi phân.  Do có mối quan hệ mật thiết với đại số tuyến tính, có nhiều cách để diễn đạt mối quan hệ này.

### Biến đổi afin
Theo mục tiêu chung của chương trình Erlangen, để có thể nói chính xác hình học affine là gì thì hãy nhìn vào nhóm các phép biến đổi đối xứng của nó.
Điều này có thể thực hiện nhanh chóng trong không gian vectơ V. Nhóm tuyến tính tổng quát GL(V) không phải là toàn bộ nhóm afin: mà còn kém theo phép tịnh tiến theo vectors v trong V. (Phép tịnh tiến này sẽ ánh xạ mọi w trong V thành w + v.) Nhóm afin được tọa bởi nhóm tuyến tính chung và phép tịnh tiến hay chính là semidirect product của  V   GL(V). (Dùng cách biểu diễn GL(V) trên V để quy định semidirect product.)